# Rose Chelimo
Rose Chelimo (* 12. Juli 1989) ist eine bahrainische Langstreckenläuferin kenianischer Herkunft, die sich auf Straßenläufe spezialisiert hat und seit 2016 für Bahrain startberechtigt ist. 

## Karriere
2010 siegte sie bei den 20 km von Paris und wurde jeweils Zweite beim Saint-Denis-Halbmarathon und bei den Foulées Monterelaises. Im Jahr darauf wurde sie Vierte beim Humarathon, Zweite beim Lille-Halbmarathon, stellte einen Streckenrekord bei Auray – Vannes auf, wurde Dritte bei den 20 km von Paris und gewann die Foulées Monterelaises.
2012 wurde sie Siebte beim RAK-Halbmarathon, Vierte beim Prag-Halbmarathon und Fünfte beim 10-km-Rennen des Paderborner Osterlaufs. 2014 gewann sie in Hamburg den 25. Internationalen Alsterlauf über 10 Kilometer und stellte mit 32:05 min einen neuen Streckenrekord auf. 2015 gewann sie unter anderem den Lissabon-Halbmarathon und den Budweis-Halbmarathon und wurde Zweite beim Olmütz-Halbmarathon.
2016 gewann Chelimo den Seoul International Marathon in persönlicher Bestleistung von 2:24:14 h. Für die Olympischen Spiele in Rio de Janeiro wechselte sie die Nationalität und startet seitdem für Bahrain. Sie erreichte dort den achten Platz im Marathon mit einer Zeit von 2:27:36 h.
2017 belegte Chelimo beim Boston-Marathon in 2:22:51 h den zweiten Platz hinter der Kenianerin Edna Ngeringwony Kiplagat. Bei den Weltmeisterschaften in London gewann sie in der Zeit von 2:27:11 h die Goldmedaille im Marathonlauf und setzte sich hier mit einem Vorsprung von sieben Sekunden gegen Kiplagat durch.
Bei den Halbmarathon-Weltmeisterschaften 2018 in Valencia erreichte Chelimo den 14. Platz. Einen Monat später wurde sie beim London-Marathon Sechste. Bei den Asienspielen in Jakarta gewann sie die Goldmedaille im Marathonlauf.

## Persönliche Bestzeiten
- 10-km-Straßenlauf: 31:58 min, 4. Januar 2015, Adana
- Halbmarathon: 1:08:08 h, 12. Februar 2016, Ra’s al-Chaima
- Marathon: 2:22:51 h, 17. April 2017, Boston[1]